# Обыкновенная рысь
Обыкновенная рысь (лат. Lynx lynx) — вид млекопитающих из рода рысей, широко распространённый в лесной зоне Евразии.

## Этимология
Русское слово рысь восходит к праславянской форме праслав. *rysь, в словообразовательном плане в свою очередь, восходящей к прилагательному праслав. *rysъ — «рыжий» (отсюда чеш. rysý, rysavý — «рыжеватый», словац. rysý, rysavý — «пёстрый», пол. rysawy и в.-луж. и н.-луж. rysy — «рыжий»). Исходная форма, предположительно, праслав. *lysь < пра-и.е. *lūḱsis (в свою очередь, восходящему к пра-и.е. *leuk- со значением «светлый, светиться, гореть»). Вероятно, реконструируемое праиндоевропейское название животного связано с его ярко светящимся в темноте глазами. Из исходной праиндоевропейской формы восходят названия животного в германских (нем. Luchs, др.-в.-нем. luhs, англ. lynx, др.-англ. lox), балтийских (лит. lūšis, латыш. lūsis, прусск. luysis), италийских и романских (лат. lynx), армянском (арм. լուսան лусан; грабар լուսանունք лусанунк) и греческом языках (др.-греч. λύγξ). Трансформация в праславянском языке, по-видимому, связана с характерным цветом окраса животного или табуированием исходного названия. Допустимым, но менее вероятным является предположение о форме праслав. *rysъ в качестве исходной. Возможно, что праслав. *rysъ является упрощением праслав. *rydsъ < ryd-sъ.
От праслав. *lysь (значение — «безволосый, с белым пятном») происходит русское слово лысый.
В современном значении слово «рысь» отмечается с XVIII в. (в словарях — впервые в 1731 г.), до этого, (помимо современного русского, также в древнерусском) оно, равно как и лексема «рысица», обозначало самку животного. Кроме того, для обозначения рыси, особенно на севере Руси, использовалось выражение «лютый зверь», также применявшееся и к другим крупным кошачьим вроде леопарда.

## Происхождение
Ископаемые находки обыкновенной рыси известны со среднего плейстоцена, но обычной она стала в лесной фауне голоцена. Плейстоценовые находки рыси на территории бывшего СССР редки, известны из Денисовой пещеры, пещеры Кударо I (Южная Осетия/Грузия) и Костёнково.

## Внешний вид

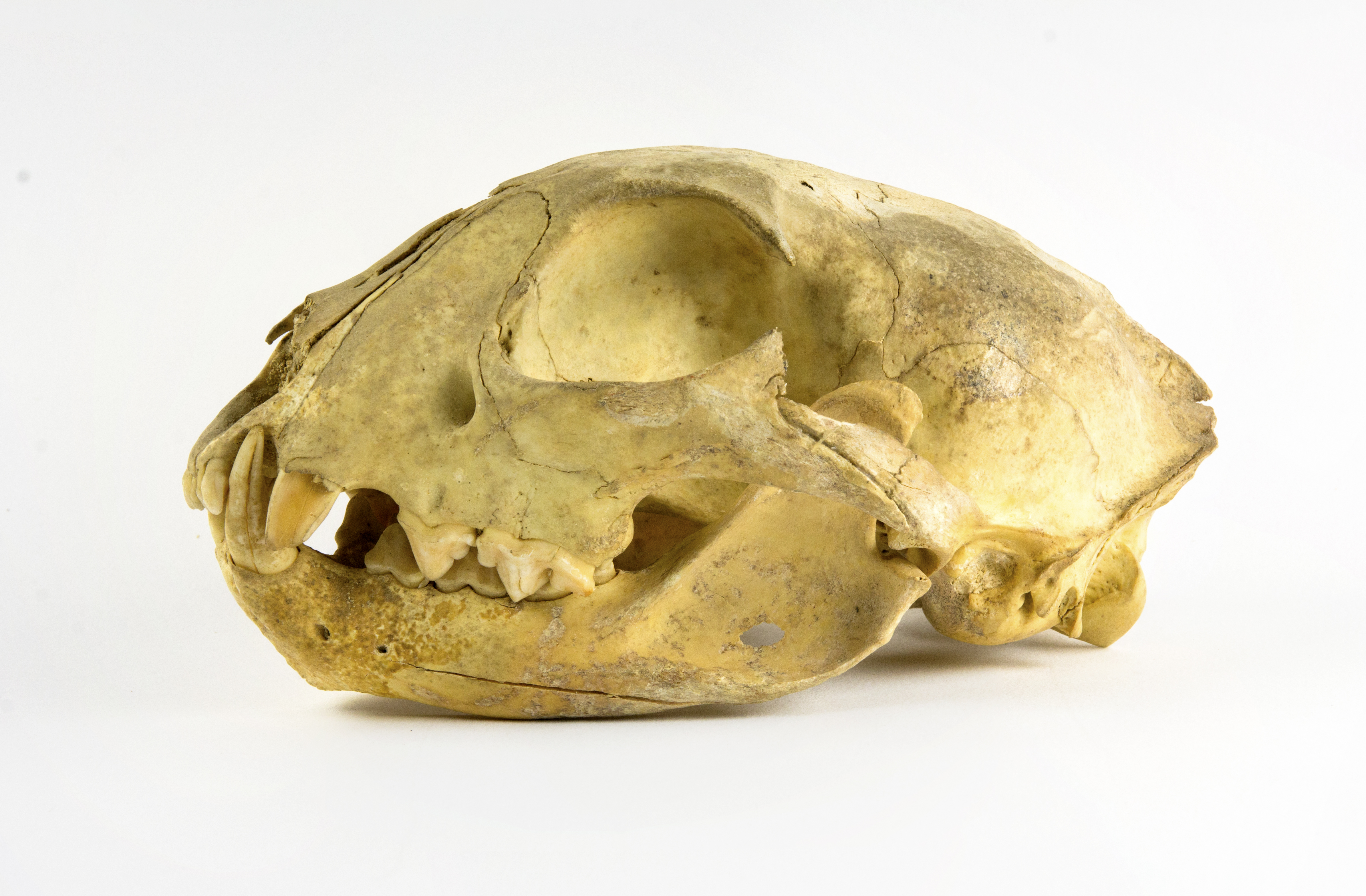
Череп рыси — Тулузский музей

Обыкновенная рысь — крупное по размерам животное, самый крупный вид рода; в России она является одной из крупнейших кошачьих, уступая по размерам тигру, леопарду и снежному барсу. Обычно рысь размером с крупную собаку.
Длина тела рыси составляет 80—130 см и 50—70 см в холке (чаще всего 60—65 см). Самцы достигают в длину 74-106 см, самки — 67-99 см. Масса взрослых самцов от 15 до 25 кг, максимум — 35 кг (по другим данным, максимальный вес старых самцов — 32 кг); самки весят в среднем 20 кг (от 7 до 21,5 кг). Минимальный вес достигает 8 кг. Телосложение довольно грациозное. Туловище, как у всех рысей, короткое и плотное. Хвост короткий с «обрубленным» концом (20—40 см, чаще до 31 см), иногда он достигает не более пятой части всей длины тела животного. Голова большая, округлая. По бокам присутствуют удлинённые волосы, свисающие вниз и образующие «бакенбарды». Морда короткая, глаза широкие, с круглыми зрачками и жёлтой радужкой. Уши в основании широкие, на кончиках длинные кисточки.
Конечности длинные и сильные, лапы крупные, с очень широкими пальцами, соединённых перепонками и светлыми когтями. Зимой нижняя поверхность кисти и стопы хорошо опушённые, покрытые густыми волосами, скрывающими подушечки пальцев, что позволяет рыси ходить по снегу, не проваливаясь. Такая особенность волосяного покроя лап позволяет функционировать им наподобие лыж, поэтому удельная нагрузка на опору у рыси в несколько раз меньше, чем у других кошачьих. Это, наряду с высокими лапами, служит приспособлением к передвижению по рыхлому глубокому снегу.
Окрас обыкновенной рыси очень сильно разнообразен, существует множество вариантов окраса рыси, зависящих от географического района — от рыжевато-бурого и ржаво-красноватого до тёмно-серого, палево-дымчатого. Главная характерная особенность окраса обыкновенной рыси — более-менее выраженные сплошные тёмные пятна, присутствующие на спине, боках и лапах. Изредка у некоторых особей пятна отсутствуют. Пятнистость шерсти позволяет рыси оставаться незаметной днём среди падающих на землю солнечных бликов от освещённых крон деревьев и скрывает в сумерках и на заре, облегчая незаметное нападение на добычу. На брюхе волосы особенно длинные и мягкие, но не густые. Окрас на брюхе, а также на груди, в паху и внутренних сторонах лап почти всегда чисто белый с редким крапом, либо же однотонный белый. Южные формы обычно более рыжие, шерсть у них короче, а лапы мельче. Верхняя губа и щёки белёсого цвета, шерсть вокруг глаз — белая. Кисточки на ушах — чёрные. Линька происходит два раза в год: весной (с начала апреля по июнь) и осенью (с середины августа по середину ноября). Летний окрас меха более яркий и насыщенный, с более заметными пятнами. Мех рыси не имеет себе равных среди кошачьих — очень густой, высокий, шелковистый. Особенно длинная шерсть на брюхе. Волосяной покров состоит из направляющих волос, ости и пуха. Их длина на хребте составляют соответственно 50, 38 и 31 мм; на брюхе и по бокам — соответственно 90, 74—88, и 28 мм. Несмотря на то, что на хребте волосы более короткие, они более густые.
Череп относительно крупный, внешне напоминает на сильно увеличенный череп дикого лесного кота, отличающийся, помимо размеров, большей шириной и длиной, а также более выпуклым верхним профилем. Сагиттальный гребень, он же стреловидный невысокий, хотя развит на всём своём протяжении. Затылочный гребень также хорошо развит, нависая над затылочным отделом. Череп молодой рыси отличается более коротким лицевым отделом, профилем, круче спускающимся ото лба, менее развитыми заглазничными отростками и скулами, а также более широким и удлинённым мозговым отделом.
След рыси типично кошачий, без отпечатков когтей, задние лапы ступают точно в след передних.

## Внешние чувства
Рысь обладает острым зрением. Способность улавливать малейшие лучи света, отражающиеся от предметов, позволяет животному охотиться в сумеречное время, а способность фокусироваться на движущемся объекте, хищник использует во время погони и маневрирования.
Эти качества животного послужили поводом для названия одноимённого созвездия, которое Ян Гевелий ввёл в атласе звёздного неба «Уранография», изданном в 1690 году. В своей работе Prodromus Astronomiae Гевелий пояснял выбор названия: «В этой части неба встречаются только мелкие звёзды, и нужно иметь рысьи глаза, чтобы их различить и распознать».
Несмотря на острое зрение, у рыси, как и других кошачьих, наиболее развиты слух и обоняние. К примеру, рысь может услышать грызущего веточку зайца на расстоянии 50—60 м.Наибольшая скорость рысей на коротких дистанциях (1,6—3,2 км) до 50 км/ч.

## Распространение

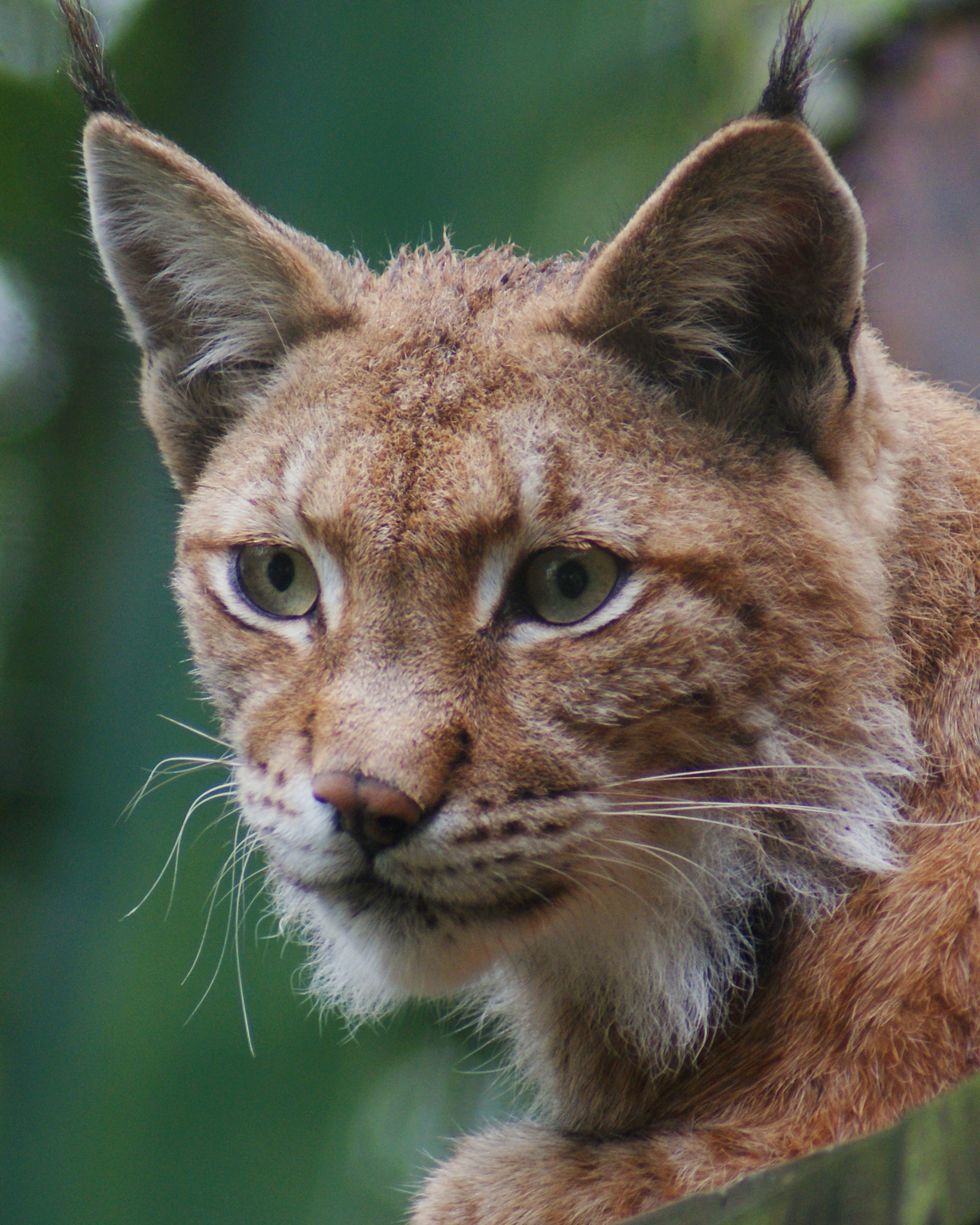
Голова рыси

Рысь — самый северный вид из семейства кошачьих, она широко распространена в Европе, на Кавказе, на Урале, в Сибири и в Средней Азии. Популяции на Кавказе и в Средней Азии являются изолированными. В Фенноскандии она встречается даже за Полярным кругом, в то же время случаи нахождения рыси на Кольском полуострове достоверно неизвестны. Некогда она была весьма обычна по всей Европе, но к середине XX века её истребили во многих странах Центральной и Западной Европы. Сейчас предприняты успешные попытки возродить популяцию рысей путём реакклиматизации. На данный момент в Европе рысь водится в средней полосе России, Эстонии, Финляндии, Швеции, Польше, Чехии, Венгрии, Румынии, Испании, Сербии, Северной Македонии, Словении, Словакии, Беларуси, Хорватии, Албании, Греции, Литве, Латвии, на Украине (в Карпатах и Чернобыле); в Евразии — в Армении, Грузии, Азербайджане, Турции, Казахстане (иногда заходит с территории России в степную зону севера Казахстана встречаясь в островных лесах на равнине и горных лесах); в Азии — в Кыргызстане, Таджикистане, Иране, Кашмире, Тибете, Монголии, северо-восточном Китае и на Корейском полуострове.
В России рысь встречается в глухих, сильно захламлённых перестойных хвойных лесах вплоть до устья Анадыря. Также встречается на Камчатке (где в 1950-е годы отсутствовала, но по другой версии, проникла ещё в 1930-е годы) и Сахалина, отсутствует на Курилах, Шантарских осторвах и на острове Карагинский. В 1950-е годы в РСФСР южная граница ареала проходила по северу Рязанской области, по Пензенской области, Татарстану и югу Урала, в Западной Сибири — до Барабинской степи, затем, проходя к востоку, резко понижалась к югу и охватывала Алтай. В наше время южная граница ареала в европейской части России проходит по Брянщине и Смоленщине, Подмосковью, огибая с севера собственно Москву, а далее — по Владимирской, Пензенской областям, лесным массивам в Саратовской области; в Западной Сибири южная граница доходит севернее озера Чаны. Северная граница по большей части российского ареала проходит по границе лесной зоны и по лесотундре, однако, например, в промежутке от междуречья Хатанги и Енисея и до Лены рысь доходит вплоть до морского побережья.
На всём распространении ареала она малочисленна.

### Подвиды
Изучение подвидов, равно как и географической изменчивости, сильно затрудняет индивидуальная изменчивость размеров и окраски особей. Вот некоторые из подвидов:
- Lynx lynx lynx L., 1758, номинативный подвид, распространена в Европе, на Кавказе, большей части Сибири и Алтае[23][25];
  - Lynx lynx lynx orientalis Satunin, 1905
- Lynx lynx dinniki Satunin, 1915 — Кавказская рысь, распространена на Кавказе, в Иране и спорадично — в Анатолии, ранее обитала в Туркменистане (Копетдаг), однако с 1962 года достоверных данных нет[26];
- Lynx lynx carpathica Kratochvil et Stollmann, 1963 — Карпатская рысь, распространена в Карпатах (западная Украина, Румыния, Польша, Чехия и Словакия), реинтродуцирована в Германии (Баварский лес), в Альпах, в хребте Юра (франко-швейцарско-германское пограничье) и в Словении, откуда затем проникла в Хорватию и Боснию и Герцеговину[27];
- Lynx lynx isabellinus Blyth, 1874 — Туркестанская рысь, распространена в горах восточного Афганистана, северного Пакистана, Казахстана, Узбекистана, Индии и Тибета[25][28];
- Lynx lynx martinoi Miric, 1978 — Балканская рысь, Балканы, прежде всего Албания и запад Северной Македонии, в небольших количествах водится в Косово и Черногории[29] (названа в честь Э. В. Мартино);
- Lynx lynx stroganovi Heptner, 1969 — Амурская рысь — Сахалин, восток Амурской области, Хабаровский и Приморский край, Маньчжурия[30];
- Lynx lynx kozlovi Fetisov, 1950 — Байкальская рысь, распространена в Южной Сибири (от Енисея до Селенги), возможно, в сопредельных районах Монголии[31] (названа в честь географа П. К. Козлова);
- Lynx lynx sardiniae Mola, 1908 — Сардинская рысь, обитает на острове Сардиния, вероятно, вымерла[32];
- Lynx lynx wrangeli Ognev, 1928 — Восточносибирская рысь,Якутия, бассейн Колымы и Анадыря, с 1920—1930-х годов проникла на Камчатку (в Кроноцком заповеднике обитает с 1971 года)[25][33] (названа в честь мореплавателя, исследователя Сибири Ф. П. Врангеля);
- Lynx lynx wardi Lydekker, 1904 — Алтайская рысь — Алтай (как и российская, так и монгольская часть), левобережье Енисея в Хакасии[34].

В России, по данным на 1950-е годы, проживают номинативный подвид и восточносибирская рысь. По данным на 2001 год, на территории России проживают номинативный подвид, кавказская, алтайская и амурская рыси (при этом восточносибирская рысь по этим же данным является синонимичным наименованием алтайской рыси).

## Образ жизни, поведение и питание

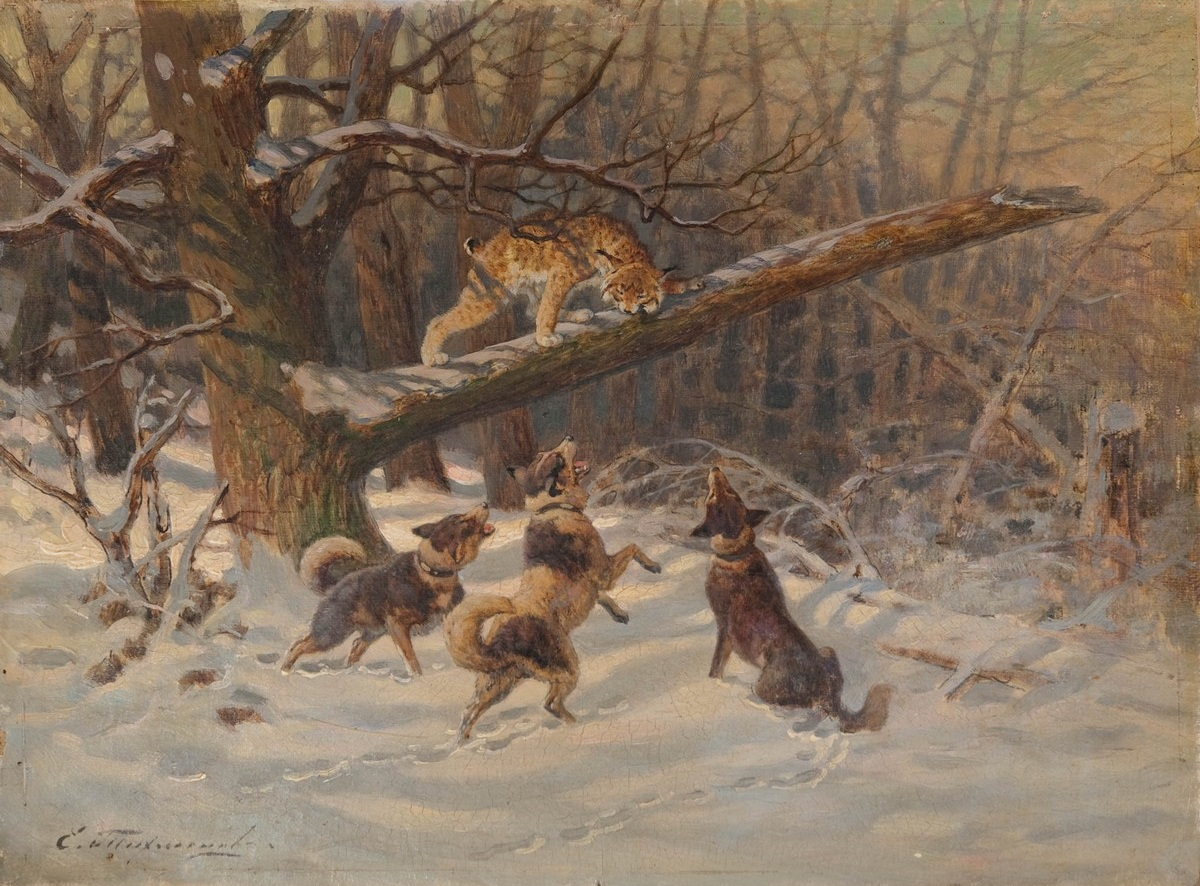
«Рысь, загнанная собаками», картина Евгения Тихменёва, XIX в. (?)

Рысь — лесное животное, границы ареала её распространения совпадает с северной границей лесной зоны. Рысь отдаёт предпочтение глухим темнохвойным лесам, тайге, хотя встречается в самых разных местах, включая горные леса (в горах может доходить до высоты 3000 м и выше); иногда заходит в степь, лесостепь и лесотундру. Также рысь проживает и в смешанных и широколиственных лесах (что было хорошо выражено до массового истребления). Предпочитает самые глухие участки высокоствольных лесов с густым подлеском и буреломом. Предпочитает жить в местах с глубиной снега не более 50 см, хотя, как уже было указано выше, благодаря особенностям телосложения и волосяного покрова, способна передвигаться по более глубокому снегу. Жилище устраивает под корнями деревьев в чаще леса, в расселинах скал или на болотных островках; реже селится в дуплах деревьев и брошенных лисьих норах. Логово представляет собой ямку диаметром около 80 см с подстилкой из травы и мха (хотя подстилка может и отсутствовать). Рысье логово хорошо распознаётся ввиду разбросанным поблизости остаткам пищи: костям, и, в случае птиц, перьям.
Рысь чаще всего передвигается лёгким шагом, она отлично лазает по деревьям и скалам (и потому предпочитает держаться близи них), хорошо плавает (в частности, способна совершать дальние заплывы; хотя в целом старается избегать воды) и способна совершать большие прыжки. Однако к длительному бегу она не способна, и быстро устаёт. Также рысь отлично выживает среди снегов (за полярным кругом), ловя пушных зверей.
Ведёт преимущественно сумеречный и ночной образ жизни, днём отсиживаясь в своём логове. Но и днём рысь может выходить на охоту. При обилии пищи рысь живёт оседло, занимая охотничий участок площадью 1000—2500 га (20-60 км²); при недостатке же — кочует, при этом способна совершать кочёвки даже в десятки километров, в том числе подходя к человеческим поселениям, включая города. Особенно рысь может совершать откочёвки в зимнее время по насту, очень далеко рыси проходят вслед за копытными (нередко пользуясь одними и теми же путями из года в год) либо при выпадении глубокого снега. Также при массовой гибели зайцев рыси откочёвывают в более обильные этими животными места. Живя оседло, рысь регулярно обходит свой участок за пять-десять дней. В сутки она способна проходить до 30 километров, по другим данным, суточный ход рыси — 5-15 км. Основу её рациона, особенно в тайге, составляют зайцы-беляки. Также она постоянно охотится на тетеревиных птиц, мелких грызунов (преимущественно мышевидных), реже — небольших копытных: косули, кабарги, изюбря (особенно изюбрят), пятнистых оленей, молодых лосей и северного оленей, а также на овец, изредка нападает на домашних кошек и собак, кроме того — на лис, енотовидных собак и других некрупных зверей. На Кавказе также охотится на серн и молодых кабанов, в Средней Азии — на зайцев-толаев, пищух и кекликов; и там, и там добычей рыси также становятся козлы. Добытую тушу утаскивает в убежище, редко поедая её на месте нападения. За один раз рысь съедает немного пищи, остатки же прячет в укромное место либо же засыпает растительной трухой или закапывает в снег. Но насытившись, рысь зачастую не возвращается к остаткам недоеденной крупной добычи и бросает её. Падалью рысь питается с неохотой. Рысь может охотиться на лисиц и куниц, даже если у неё нет потребности в пище. Домашние животные добываются рысью преимущественно летом, крупные же дикие звери становятся добычей во время глубокого снега, в котором, к примеру, копыта оленей и косуль вязнут, в отличие от рысьих лап.

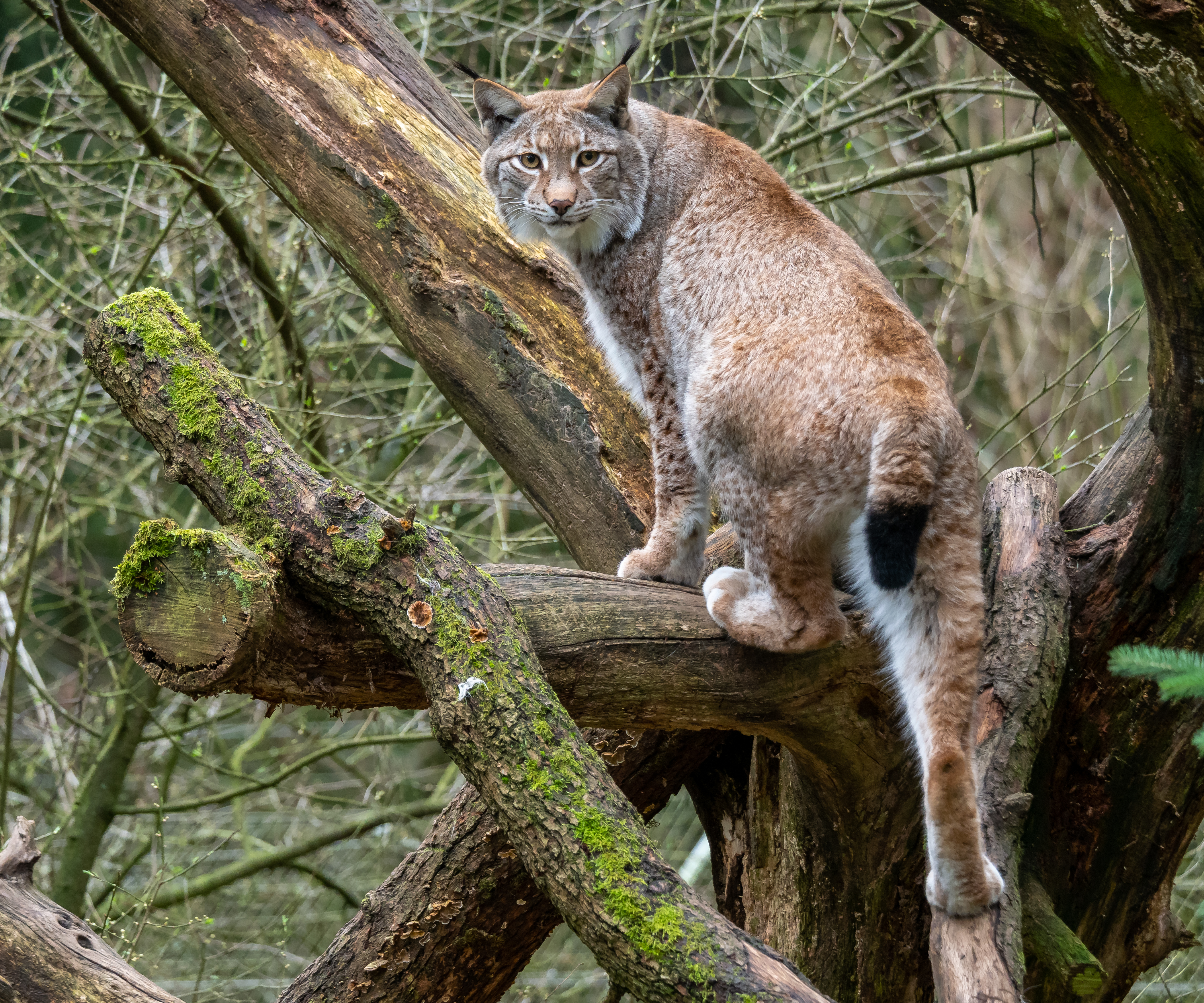
Рысь номинативного подвида в зоопарке в Розенгартене (Германия)

Охотится рысь в сумерках. Вопреки распространённым представлениям, она никогда не прыгает на свою жертву с дерева, но предпочитает подкарауливать жертву в засаде или подкрадываться (притом на максимально небольшое расстояние, выгодное для молниеносного броска), прячется за упавшие стволы, старые пни, камни, иногда садится на толстый горизонтальный сук. Подобравшись максимально близко к жертве, затем нападает большими, до 4 м, прыжками. Жертву преследует на дистанции не более 60—80 м, после чего выдыхается. Подобравшись на расстояние около 10—15 метров, рысь покрывает её несколькими прыжками длиной 2—3 метра. Если атака сразу не удалась, рысь, тем не менее, преследует жертву, делая ещё с десяток более коротких прыжков в угон, который чаще всего ничем не кончается. Тем не менее, подобное преследование может продолжаться и днями. Бросившись на крупную добычу, рысь впивается когтями ей в переднюю часть тела, а зубами кусает её в шею или горло. Жертва некоторое время тащит на себе хищника до тех пор, пока не падает замертво от нанесённых ран.
В зоопарках суточная норма пищи составляет около 1,5 кг мяса. В природе взрослая рысь обычно ловит и съедает зайца раз в 2—4 дня, такого количества пищи выводку хватает только на один день, а за год рысь добывает до 200 зайцев. С убитой косулей рысь расправляется за 3—4 дня, а у добытого пятнистого оленя держится до полутора недель. Сытая рысь даже может «хранить» зайца несколько дней, пока не съест его целиком, чтобы не тратить силы на новую охоту. Недоеденные остатки добычи она прикапывает снегом или землёй. Но делает это так неряшливо, что её припасы очень быстро растаскивают более мелкие хищники — соболь, колонок. За рысью, как за более удачливой охотницей, ходит и росомаха и иногда отгоняет её от свежедобытой жертвы, а в случае нехватки пищи может напасть даже на взрослую и сильную особь. Сама рысь нередко гоняет лисиц, не давая им охотиться на своем участке.
Численность популяции рыси подвержена резким колебаниям, связанным с численностью её добычи. В частности, во многих местах численность рыси связана с численностью зайцев: так, в таёжных лесах численность связана с численностью популяции зайцев-беляков.
Рыси считаются вредными хищниками, но в природе играют такую же роль, как и волки: они истребляют среди таёжных животных главным образом больных, слабых, неполноценных особей. С другой же стороны, волк являются конкурентом рыси, равно как и лисица и филин. В северных областях ареала к ним также добавляется росомаха, а в южных — другие различные виды диких кошек.
При всей осторожности рысь не очень боится людей. Она живёт в созданных ими вторичных лесах, молодняках, на старых лесосеках и гарях; а в бедственные годы заходит в сёла и даже города. На человека рысь обычно не нападает, но в случае ранения становится опасной, нанося человеку зубами и когтями серьёзные раны.
Как утверждает российский зоолог Михаил Кречмар, не известно ни одного подтверждённого случая нападения рыси на человека.

В какой-то степени это даже удивительно. Леопард весом тридцать пять килограммов легко убивает людей. Взрослый самец рыси запросто разделывается с тренированными овчарками вдвое тяжелее его самого. Однако случаи, когда рысь намеренно скрадывала и убивала человека, нам всё-таки неизвестны. Псевдотаёжные баснописцы посвятили не один десяток страниц случаям нападения рыси на геологическую партию, охотника-промысловика, старателя-одиночку, комсомольца-ударника и т. д. Рассуждая беспристрастно, их трудно упрекнуть: по всем физическим показателям рысь вроде бы может нападать на человека. Может, но не нападает. Более того, рысь известна как один из наиболее легко приручающихся зверей. В частности, приручению поддаются даже взрослые рыси, пойманные капканами. Иногда они привыкают к человеку до такой степени, что позволяют брать себя на руки, а мурлыканье этой огромной кошки напоминает гудение мощного электромотора.
— Леопард российских лесов. kiowa-mike.livejournal.com (21 декабря 2006). Дата обращения: 28 ноября 2023.
Рысь обладает широким диапазоном издаваемых звуков, но, несмотря на это, преимущественно молчалива. Самый часто издаваемый звук — агрессивное рычание. Во время споров между собой (например, за территорию) рыси протяжно воют друг на друга. Во время гона как и самцы, так и самки начинают издавать громкое и отрывистое мяуканье, вне его также используемое для контактирования с другими рысями. Как уже указал Кречмар, рысь, как и многие другие кошачьи, включая домашних кошек, во время удовольствия мурлычет.

## Социальная структура и размножение

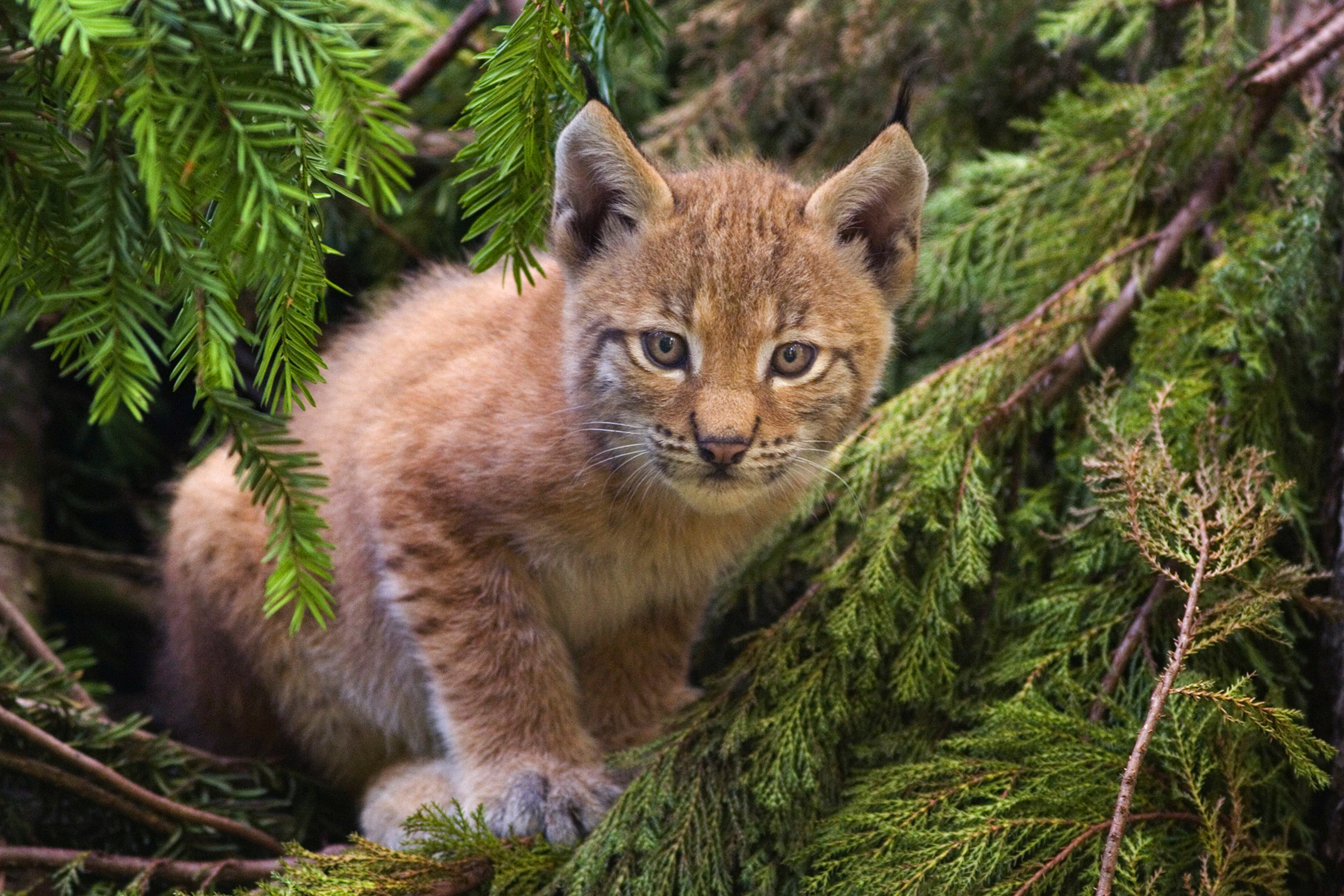
Рысёнок

Гон у обыкновенной рыси проходит в феврале-марте, но в некоторых районах и значительно раньше. В это время рыси начинают громко мяукать, а за самкой ходит несколько самцов, устраивая между собой ожесточённые драки за неё. Вне сезона размножения рысь ведёт одиночный образ жизни. При встрече образовавшие брачную пару рыси исполняют ритуал приветствия — обнюхав друг у друга носы, они встают напротив и начинают бодаться лбами. Дружеская привязанность у рысей выражается во взаимном вылизывании шерсти.
Течка длится около 14 дней. Беременность у самок длится 67—74 дней, то есть 9—10 недель. Детёныши появляются на свет в мае и начале июня. В выводке обычно 2—3 (очень редко 4—5) глухих и слепых рысёнка, покрытых светлой шёрсткой. Вес новорождённых составляет 250—300 г. Убежищем для матери-рыси и детёнышей служит логово под вывернутыми корнями упавшего дерева, яма, земляная пещера, в низком дупле или среди бурелома, расщелина скал. Глаза у рысят открываются на 12 день, мать кормит молоком 85 дней, однако в возрасте 50 дней рысята начинают есть мясо, в месячном возрасте мать начинает подкармливать котят твердой пищей. В воспитании котят участвуют оба родителя, отец держится с самкой близ логова и охотится вместе с ней на крупную дичь. Подросшие рысята охотятся вместе со взрослыми до наступления следующего сезона размножения (зимой семья состоит из 3—4, реже 5—6 особей, включающих мать и детёнышей, реже — отца, держащегося поблизости), а затем, в январе-феврале (в возрасте примерно 3 месяцев), переходят на самостоятельное существование и живут в одиночку. Иногда рыси из запоздалых выводков к этому времени по размерам всё ещё уступают взрослым особям. Половой зрелости рыси достигают в двухлетнем возрасте: самки — в 21 месяц, самцы — в 33 месяца.
Продолжительность жизни 15—20 лет, в неволе доживают до 25 лет. Естественными врагами являются волк и росомаха.

## Генетика
В генотипе обыкновенной рыси присутствует 38 хромосом и 68 плеч аутосом.

## Состояние популяции и охрана
Статус популяции рыси в разных странах:
- Балканский полуостров: Несколько десятков рысей в Сербии, Северной Македонии, Албании и Греции.
- Германия: Истреблены к 1850 году. В 1990-х годах повторно заселены в Баварский Лес и Гарц.
- Карпаты: 2200 рысей от Чехии до Румынии; крупнейшая популяция помимо российской.
- Польша: Порядка 1000 особей в Беловежской пуще и Татрах.
- Беларусь: 1315[42] особей, встречается на всей территории страны, но преимущественно в Витебской области и Беловежской пуще[43].
- Украина: около 400 особей в Карпатах и 90 — в Украинском Полесье (включая Чернобыльскую зону отчуждения).
- Россия: 90 % популяции рыси обитает в Сибири, хотя рыси встречаются от западных границ РФ до Сахалина.
- Скандинавия: Ок. 2500 рысей в Норвегии, Швеции и Финляндии.
- Франция: Истреблены ок. 1900 г. Заселены в Вогезы и Пиренеи.
- Швейцария: Истреблены к 1915 г., повторно заселены в 1971 г. Отсюда мигрировали в Австрию и Словению.
- Центральная Азия: Китай, Монголия, Казахстан, Узбекистан, Туркменистан, Кыргызстан и Таджикистан.
- Закавказье: Азербайджан, Армения, Грузия.
- Латвия: около 700 особей в Курземской и Видземской частях страны[44].
- Эстония: по данным на 2008 год, в стране могут обитать от 500 до 1000 рысей[45].

Промысловое значение рыси невелико, несмотря на ценный мех, добываемый, однако, нечасто. Охота на рысь осуществляется с помощью капканов или ружья. В СССР в 1950—1960-х годах рысий мех шёл на меховые воротники и шапки, пальто, жакеты, коврики и другие изделия. Особенно ценились пальто и жакеты из черев (меха с брюха и боков). Как и многие хищники, она играет важную селекционную роль в лесных биоценозах. Как и некоторые животные, их тоже можно приручать, но их приручение равняется например бездомным кошкам, или лисятам.

## В культуре
Обладая грациозным обликом и молниеносными движениями, рысь не могла не отметиться в культуре народов мира. В символике, как правило, рысь выступает олицетворением кровожадности, алчности и непримиримости к чужакам, но в то же время и к страсти. В поздней древнерусской литературе леопард (барс, пардус) мог носить название/эпитет «рысь вельблюдскыя», дабы подчеркнуть его ближневосточное происхождение.

### Фольклор и мифология
- В русской народной сказке «Арысь-поле» злая мачеха-ведьма превращает свою падчерицу в рысь. Об этом узнаёт только лишь старая няня ребёнка падчерицы, с тех пор уносившая его, когда он проголодается, к матери, сбрасывавшей рысью шкуру во время кормления. Когда вслед за няней по пятам пускается муж падчерицы, он сжигает шкуру рыси и тем самым расколдовывает свою жену[47].
- В Ивано-Франковщине бытует поверье, что родившая пять раз волчица превращается в рысь[48].
- По представлению на юге России, зимой рысь направляется к берлоге залёгшего в спячку медведя, чтобы его загрызть. Однако того предупреждает о надвигающейся опасности дрозд, крича «цыц, цыц!» или «чур, чур!»[49].
- У многих славянских народов когти рыси (а также других хищных животных, вроде волка или медведя) могут использоваться в качестве амулета[50].

### Кинематограф
- Ручной рыси по кличке Кунак посвящена тетралогия советских и российских фильмов режиссёра Агаси Бабаяна: «Тропой бескорыстной любви» (1971), «Рысь выходит на тропу» (1982), «Рысь возвращается» (1986) и «Рысь идёт по следу» (1994).

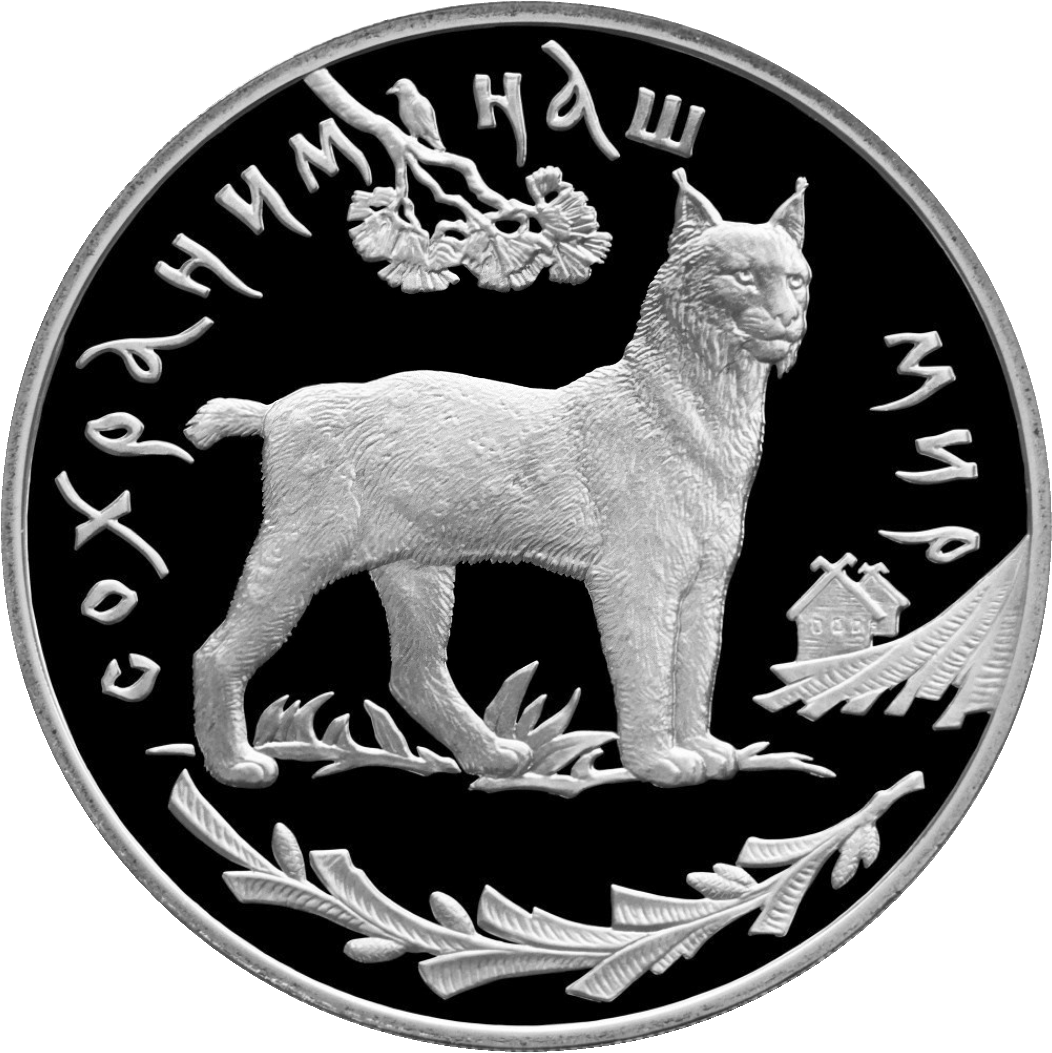
3 рубля Банка России, серебро, 1995 год
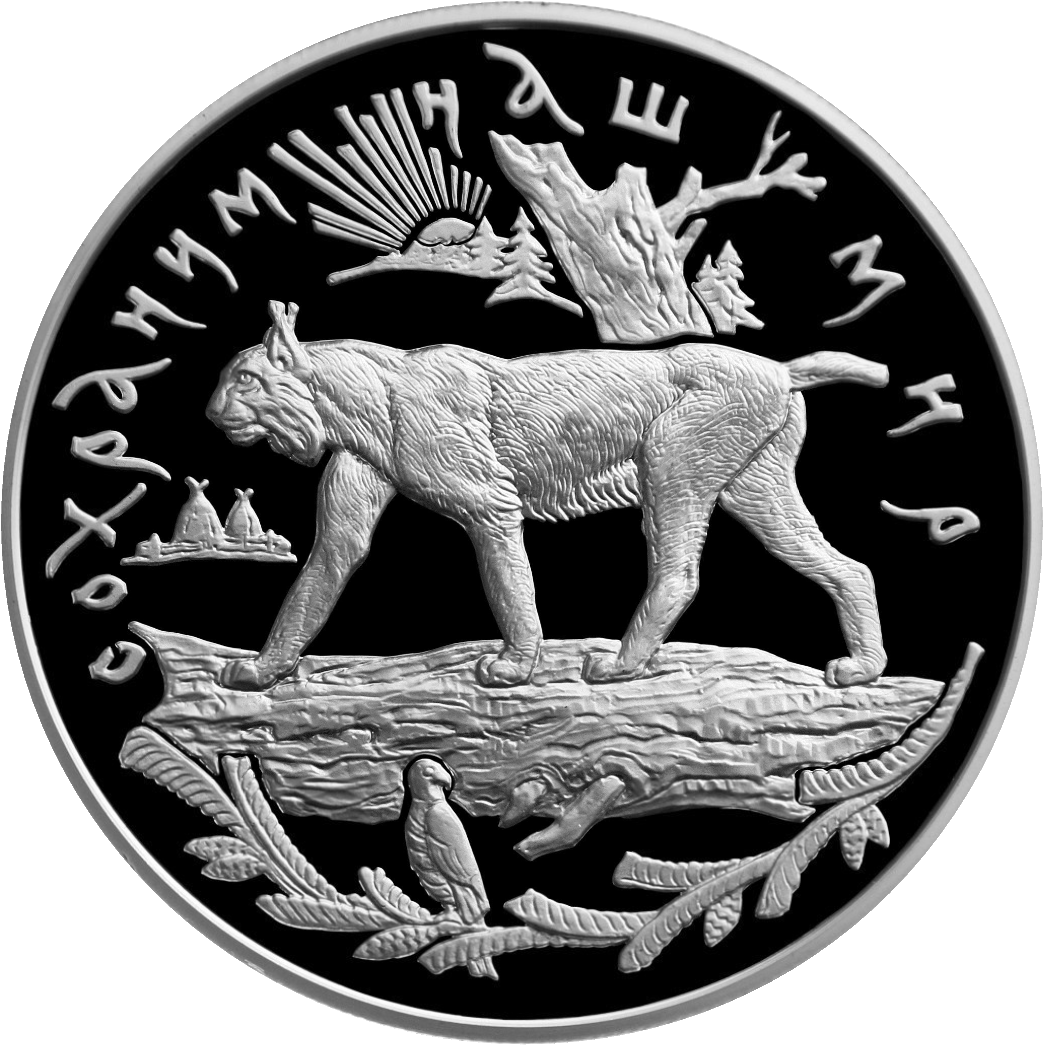
25 рублей Банка России, серебро, 1995 год
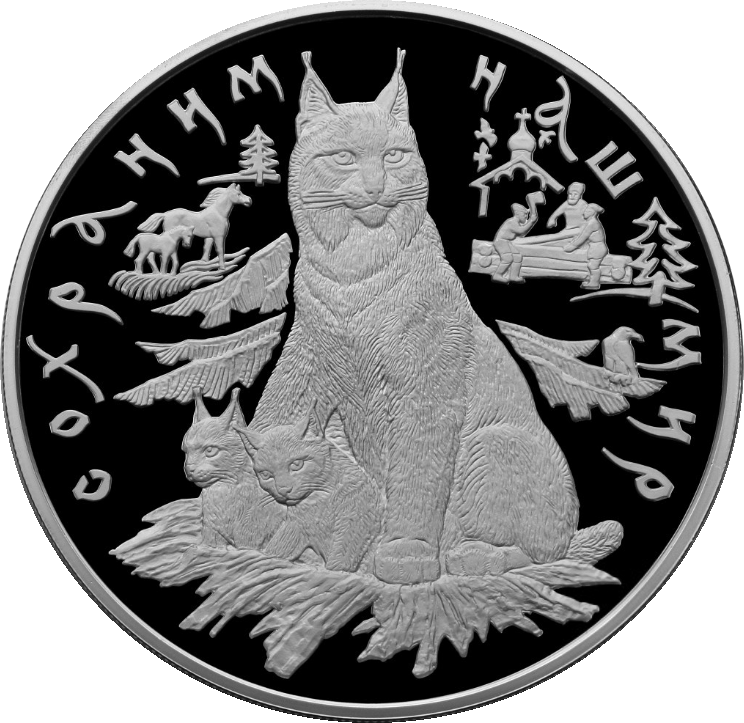
100 рублей Банка России, серебро, 1995 год
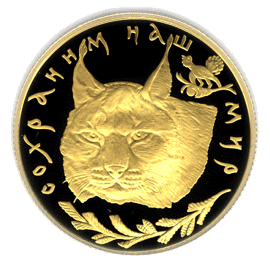
50 рублей Банка России, золото, 1995 год
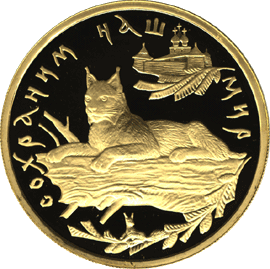
100 рублей Банка России, золото, 1995 год
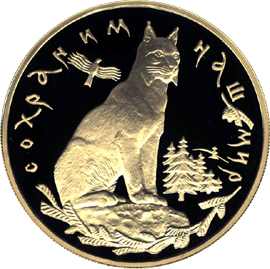
200 рублей Банка России, золото, 1995 год
5 македонских денаров, 2006 год
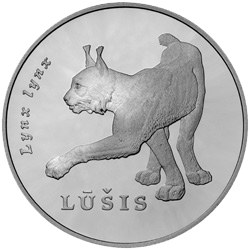
Серебряная монета в 50 литовских литов, 2006 год
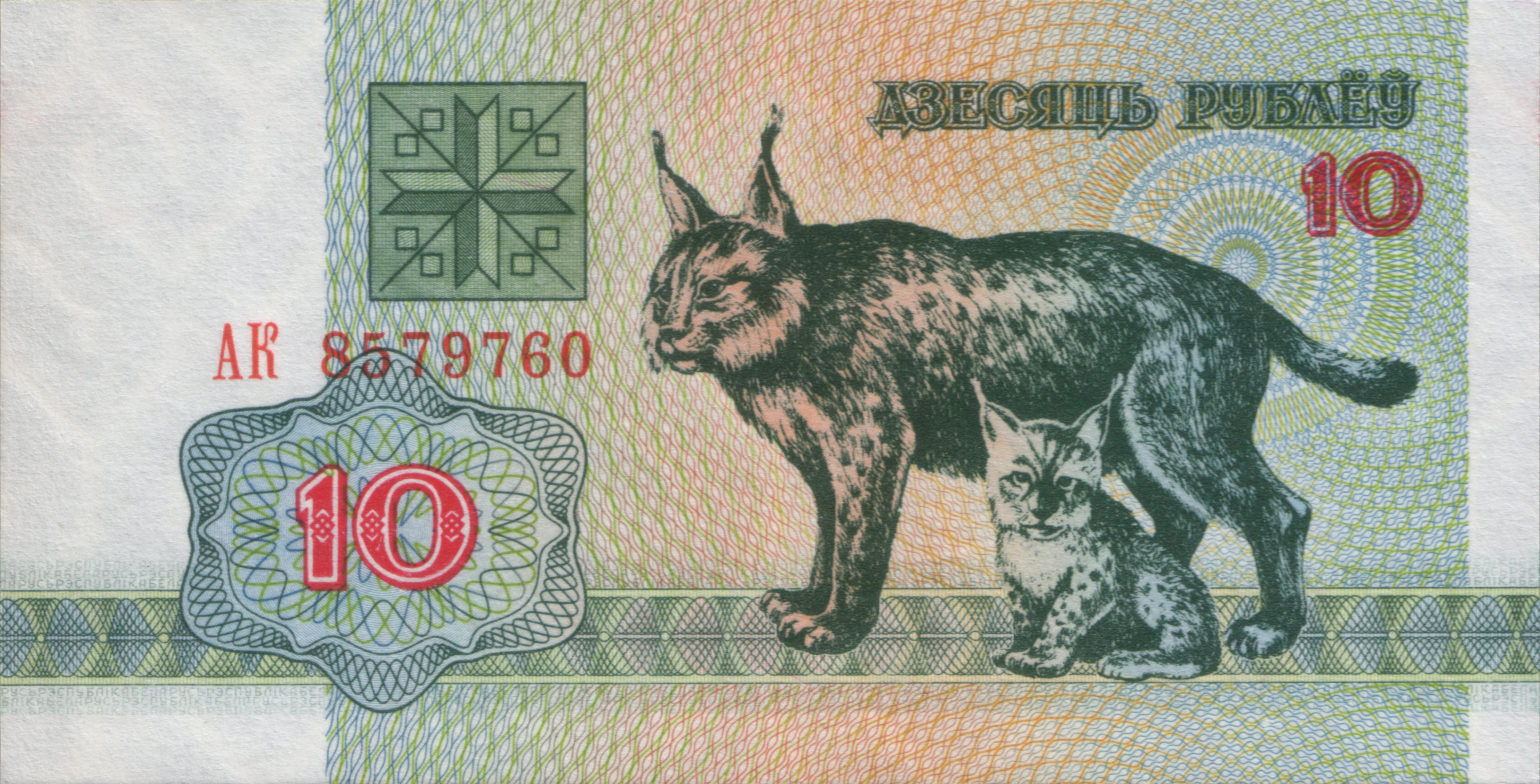
10 белорусских рублей, 1992 год, оборотная сторона
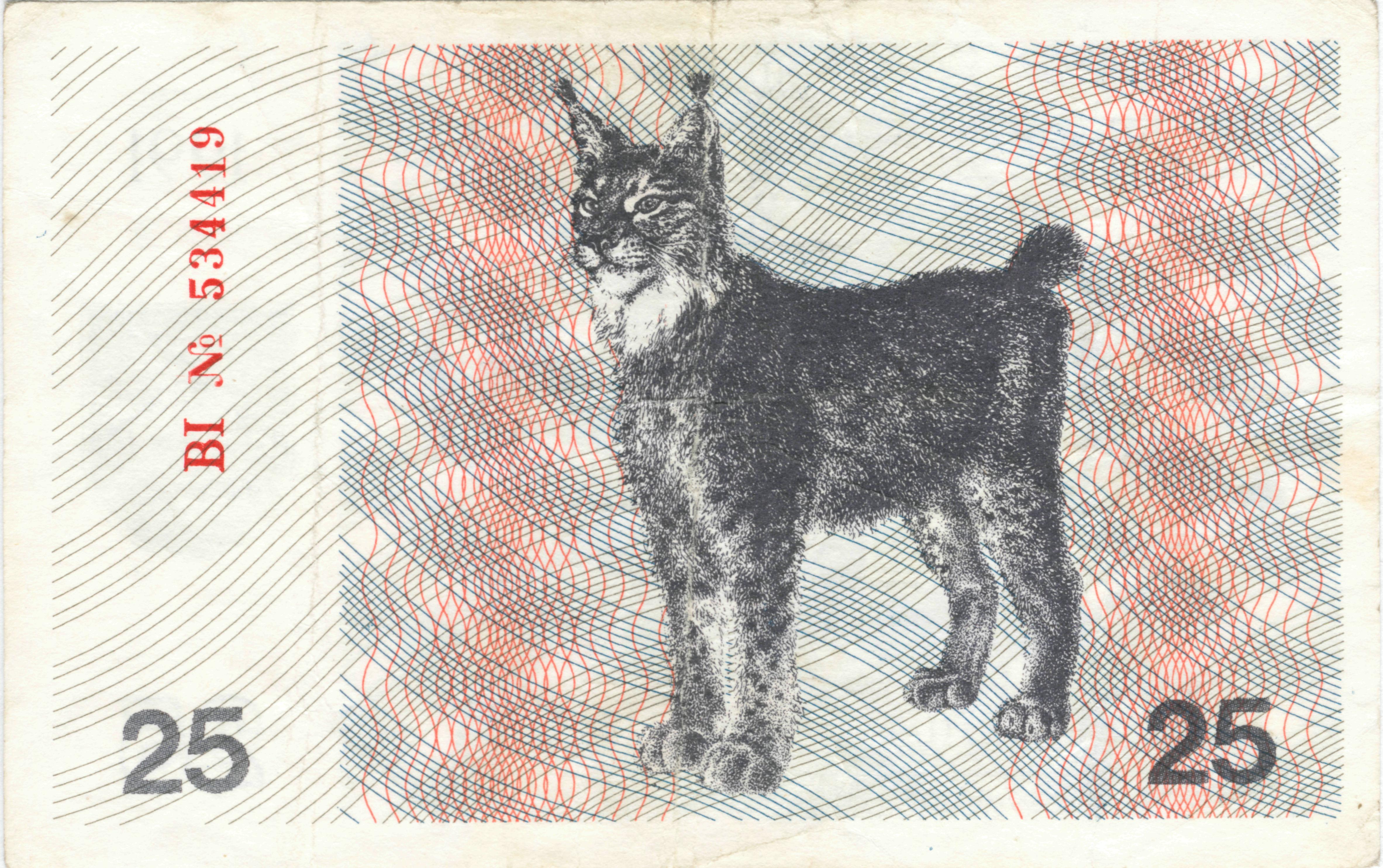
25 литовских талонов, 1991 год, оборотная сторона

### В филателии

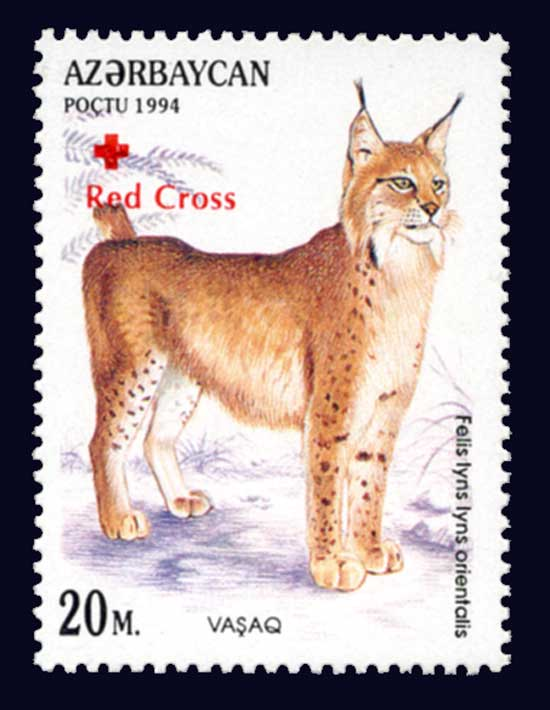
Почтовая марка Азербайджана
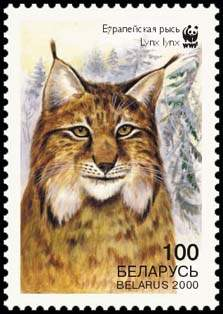
Почтовая марка Белоруссии, 2000 г.
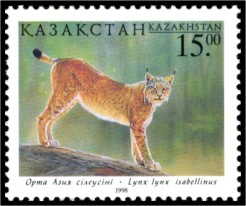
Почтовая марка Казахстана
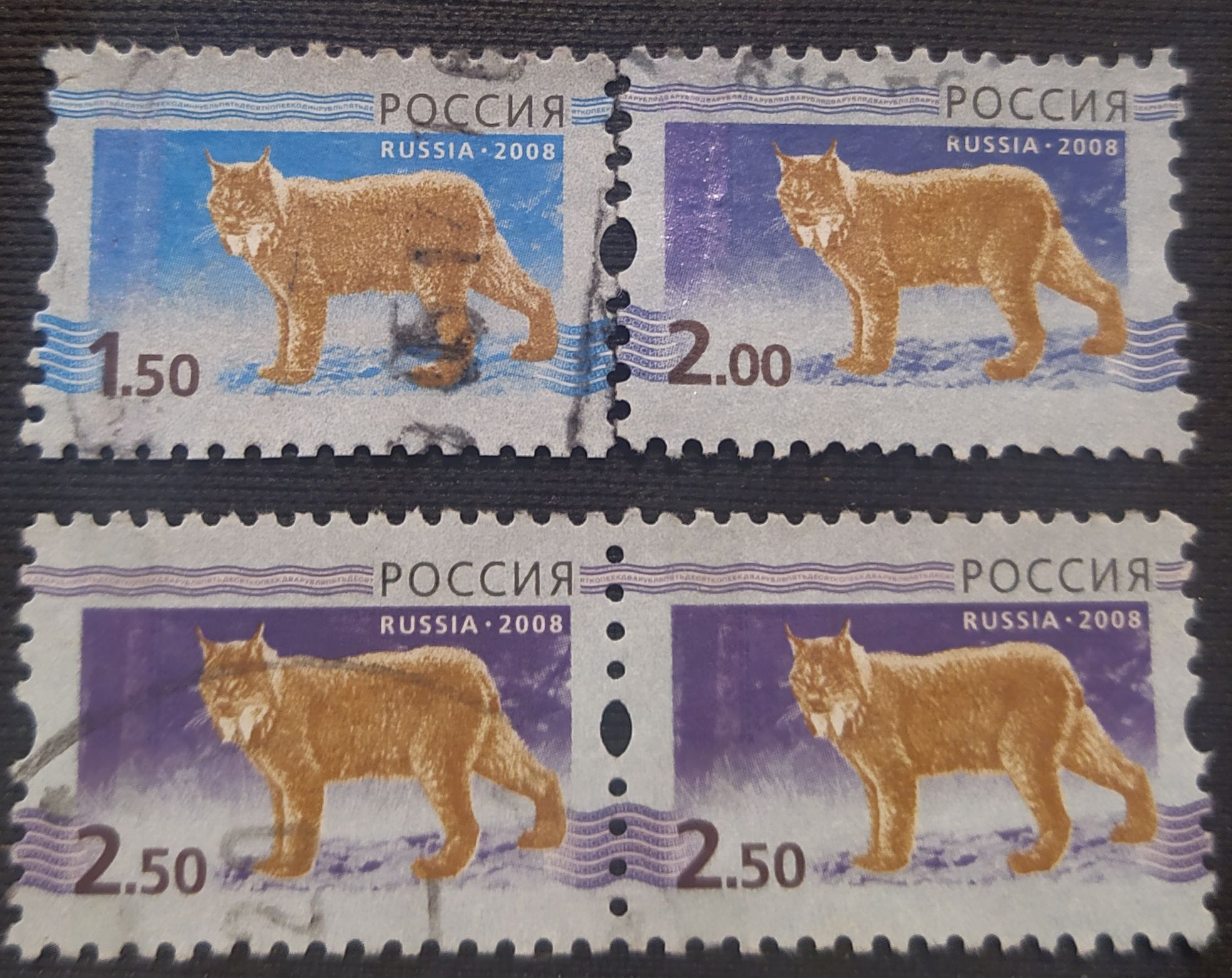
Рысь, пятый стандартный выпуск марок России
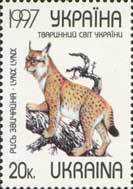
Рысь, почтовая марка Украины 1997 года.

### Маскоты
- Рысёнок Сева является маскотом хоккейного клуба «Северсталь» из Череповца (Вологодская область).

### В геральдике
Как и многие другие животные, в геральдике рысь является естественной негеральдической гербовой фигурой. В русской геральдике рысь нередко ассоциируется с леопардом/барсом и характерна прежде всего для северо-запада Руси. В частности, рысь была первым символом Пскова (на современном гербе вместо рыси присутствует леопард).

Герб Гомеля (Белоруссия)
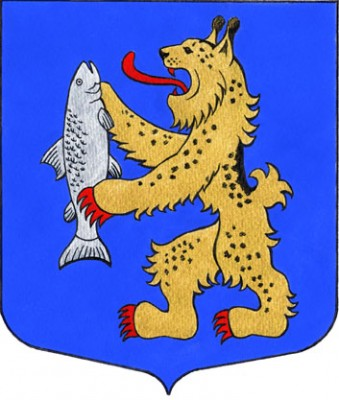
Герб Селезнёвского сельского поселения (Россия)
Герб Расейняя (Литва)
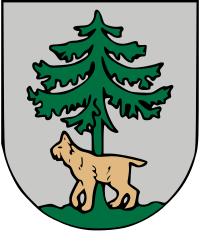
Герб Екабпилса (Латвия)